# هیرمولا
هیرمولا (به فنلاندی: Hirmula) یک منطقهٔ مسکونی در فنلاند است که در کمینما واقع شده‌است.